# Heliophanus recurvus
Heliophanus recurvus är en spindelart som beskrevs av Simon 1868. Heliophanus recurvus ingår i släktet Heliophanus och familjen hoppspindlar. Inga underarter finns listade i Catalogue of Life.